# Giulio Verne
Giulio Verne är ett kabelläggningsfartyg som ägs av den italienska kabeltillverkaren Prysmian.
Fartyget byggdes år 1986 på Hyundai Mipo Dockyard i Ulsan i Sydkorea som supplyfartyg åt ITM Offshore i Middlesbrough i Storbritannien och fick namnet ITM Venture. I oktober samma år övertogs hon av Stena Offshore och fick namnet Stena Venture.
Ett år senare övertogs hon av Davy Normanby i Middlesbrough som döpte om henne till Northern Venturer. I oktober året efter  såldes hon till Italcable i Sorrento i Italien och fick sitt nuvarande namn.
Giulio Verne byggdes om och förlängdes på Viktor Lenac shipyard i Kroatien år 1997. Hon fick bulbstäv och bogpropeller samt två stora trissor i aktern för läggning av kablar. Hon skadades allvarligt i en brand när hon lastade kabel vid Pirellis kabelfabrik utanför Neapel år 1999 men reparerades.
När Prysmian övertog Pirellis fabrik år 2005 följde fartyget med i köpet och utrustades för läggning av sjökablar.